# Преображенская больница
Больница при Преображенской старообрядческой общине, или просто Преображенская больница, — памятник архитектуры, представляющий из себя двухэтажное кирпичное здание с полуподвалом и расположенный в Москве на Преображенском валу. Является одной из последних работ архитектора Льва Николаевича Кекушева. До пожара 2014 года здесь размещается Московский противотуберкулезный диспансер № 8; в настоящее время здание пустует.

## История
В 1912—1914 годах силами Московской общины христиан древле-православно-кафолического вероисповедания и благочестия старо-поморского согласия при активном участии состоявшей в ней подрядчика Малышева перед Преображенским старообрядческим богаделенным домом у южного конца складов на холме над рекой Хапиловкой была построена краснокирпичная больница для старообрядцев-федосеевцев Поморского согласия. Автором проекта выступил известный московский архитектор Лев Николаевич Кекушев. Возможно, получение зодчим этого заказа было связано с его постоянными заказчиками — семьями купцов Хлудовых и Носовых, которые на постоянной основе поддерживали старообрядцев Преображенского материально.
После молебна в Богаделенном доме был совершён крестный ход к месту закладки больницы, состоявшейся 22 апреля 1912 года. Здание расположилось торцом к Преображенскому валу; именно здесь существовал небольшой изгиб, поэтому своим главным фасадом больница замыкала перспективу улицы со стороны Никольского единоверческого монастыря и служила своего рода градостроительным ориентиром.
Больница была оснащена самым на то время современным оборудованием. Вскоре после начала Первой мировой войны община телеграммой известила императора Николая II о том, что постановила предоставить только что отстроенный корпус на 75 мест для раненых. После революции 1917 года власть советов отобрала больницу, передав в ведение Мосздравотдела, и вскоре здесь разместился противотуберкулёзный диспансер.

## Архитектура
Главный фасад здания больницы предполагался Кекушевым немного асимметричным – слева к нему примыкала пристройка с дополнительным входом. Двухэтажное сооружение с полуподвалом имело три выступающих ризалита — центральный, декорированный пилястрами коринфского ордера, и два боковых с пилястрами ионического ордера, а их углы, как и углы самого здания, были скругленными. Главный вход располагался с восточной, удалённой от улицы, стороны. В процессе строительства произошло упрощение декоративных деталей — капители пилястр, скульптуры и прочие украшения реализованы не были. Также в изначальном проекте средняя часть здания была увенчана куполом, а по его крыше шла ажурная решётка, от которых впоследствии архитектор решил отказаться.
Так как здание на протяжении всей своей истории сохраняло своё медицинское назначение, его интерьеры, отделанные просто и функционально, по большей части сохранились неизменными: палаты и коридоры просторны и хорошо освещены, их отделка выполнена с учётом гигиенических требований того времени, неплохо сохранились первоначальные широкие оконные рамы со сложными переплётами и покрытия полов керамической плиткой. Наиболее эффектным элементом интерьеров является межэтажная лестница с оригинальными коваными ограждениями маршей из лёгких, изящных завитков, которые образуют динамичный рисунок в стиле модерн.